# Cincinnati Masters 2005 - Qualificazioni singolare maschile
Le qualificazioni del singolare maschile del Cincinnati Masters 2005 sono state un torneo di tennis preliminare per accedere alla fase finale della manifestazione. I vincitori dell'ultimo turno sono entrati di diritto nel tabellone principale. In caso di ritiro di uno o più giocatori aventi diritto a questi sono subentrati i lucky loser, ossia i giocatori che hanno perso nell'ultimo turno ma che avevano una classifica più alta rispetto agli altri partecipanti che avevano comunque perso nel turno finale.
Le qualificazioni del torneoCincinnati Masters  2005 prevedevano 32 partecipanti di cui 8 sono entrati nel tabellone principale.

## Teste di serie
1. Victor Hănescu (primo turno)
2. Kenneth Carlsen (primo turno)
3. Davide Sanguinetti (primo turno)
4. Stan Wawrinka (primo turno)
5. Xavier Malisse (ultimo turno)
6. Gilles Müller (primo turno)
7. Tomáš Zíb (ultimo turno)
8. Luis Horna (Qualificato)

1. Wesley Moodie (primo turno)
2. Arnaud Clément (primo turno)
3. Novak Đoković (primo turno)
4. Dmitrij Tursunov (primo turno)
5. Ivo Karlović (primo turno)
6. Jan Hernych (Qualificato)
7. Nicolás Lapentti (Qualificato)
8. Stefan Koubek (Qualificato)

## Qualificati
1. Gilles Simon
2. Dmitrij Tursunov
3. Wesley Moodie
4. Stefan Koubek

1. Nicolás Lapentti
2. Jan Hernych
3. Novak Đoković
4. Luis Horna

## Tabellone

### Legenda
| - Q = Qualificato - WC = Wild card - LL = Lucky loser | - ALT = Alternate - SE = Special Exempt - PR = Protected Ranking | - w/o = Walkover - r = Ritirato - d = Squalificato |

### Sezione 1
|  | Primo turno | Primo turno    | Primo turno    | Primo turno | Primo turno |  |  | Ultimo turno  | Ultimo turno  | Ultimo turno | Ultimo turno | Ultimo turno |  |
|  |             |                |                |             |             |  |  |               |               |              |              |              |  |
|  |             | Florent Serra  | Florent Serra  | 7           | 6           |  |  |               |               |              |              |              |  |
|  | 1           | Victor Hănescu | Victor Hănescu | 5           | 2           |  |  | Florent Serra | Florent Serra | 3            | 7            | 3            |  |
|  |             | Gilles Simon   | 3              | 7           | 6           |  |  | Gilles Simon  | Gilles Simon  | 6            | 64           | 6            |  |
|  | 13          | Ivo Karlović   | 6              | 65          | 4           |  |  |               |               |              |              |              |  |

### Sezione 2
|  | Primo turno | Primo turno      | Primo turno      | Primo turno | Primo turno |  |  | Ultimo turno     | Ultimo turno     | Ultimo turno     | Ultimo turno | Ultimo turno |  |
|  |             |                  |                  |             |             |  |  |                  |                  |                  |              |              |  |
|  |             | Justin Gimelstob | 7                | 1           | 6           |  |  |                  |                  |                  |              |              |  |
|  | 2           | Kenneth Carlsen  | 62               | 6           | 2           |  |  | Justin Gimelstob | Justin Gimelstob | Justin Gimelstob | 3            | 4            |  |
|  |             | Dmitrij Tursunov | Dmitrij Tursunov | 6           | 6           |  |  | Dmitrij Tursunov | Dmitrij Tursunov | Dmitrij Tursunov | 6            | 6            |  |
|  | 12          | Ivo Minář        | Ivo Minář        | 1           | 3           |  |  |                  |                  |                  |              |              |  |

### Sezione 3
|  | Primo turno | Primo turno            | Primo turno            | Primo turno | Primo turno |  |  | Ultimo turno           | Ultimo turno           | Ultimo turno           | Ultimo turno | Ultimo turno |  |
|  |             |                        |                        |             |             |  |  |                        |                        |                        |              |              |  |
|  |             | Guillermo García López | Guillermo García López | 6           | 6           |  |  |                        |                        |                        |              |              |  |
|  | 3           | Davide Sanguinetti     | Davide Sanguinetti     | 4           | 1           |  |  | Guillermo García López | Guillermo García López | Guillermo García López | 1            | 4            |  |
|  |             | Wesley Moodie          | Wesley Moodie          | 7           | 6           |  |  | Wesley Moodie          | Wesley Moodie          | Wesley Moodie          | 6            | 6            |  |
|  | 9           | Andreas Seppi          | Andreas Seppi          | 64          | 3           |  |  |                        |                        |                        |              |              |  |

### Sezione 4
|  | Primo turno | Primo turno       | Primo turno | Primo turno | Primo turno |  |  | Ultimo turno | Ultimo turno      | Ultimo turno      | Ultimo turno | Ultimo turno |  |
|  |             |                   |             |             |             |  |  |              |                   |                   |              |              |  |
|  |             | Giovanni Lapentti | 6           | 4           | 6           |  |  |              |                   |                   |              |              |  |
|  | 4           | Stan Wawrinka     | 2           | 6           | 2           |  |  |              | Giovanni Lapentti | Giovanni Lapentti | 3            | 4            |  |
|  | 16          | Stefan Koubek     | 7           | 5           | 6           |  |  | 16           | Stefan Koubek     | Stefan Koubek     | 6            | 6            |  |
|  |             | Jeff Morrison     | 65          | 7           | 4           |  |  |              |                   |                   |              |              |  |

### Sezione 5
|  | Primo turno | Primo turno      | Primo turno      | Primo turno | Primo turno |  |  | Ultimo turno | Ultimo turno     | Ultimo turno     | Ultimo turno | Ultimo turno |  |
|  |             |                  |                  |             |             |  |  |              |                  |                  |              |              |  |
|  | 5           | Xavier Malisse   | Xavier Malisse   | 6           | 6           |  |  |              |                  |                  |              |              |  |
|  |             | Lars Burgsmüller | Lars Burgsmüller | 2           | 4           |  |  | 5            | Xavier Malisse   | Xavier Malisse   | 4            | 3            |  |
|  | 15          | Nicolás Lapentti | Nicolás Lapentti | 6           | 6           |  |  | 15           | Nicolás Lapentti | Nicolás Lapentti | 6            | 6            |  |
|  |             | Phillip Simmonds | Phillip Simmonds | 2           | 3           |  |  |              |                  |                  |              |              |  |

### Sezione 6
|  | Primo turno | Primo turno      | Primo turno      | Primo turno | Primo turno |  |  | Ultimo turno | Ultimo turno | Ultimo turno | Ultimo turno | Ultimo turno |  |
|  |             |                  |                  |             |             |  |  |              |              |              |              |              |  |
|  |             | Rajeev Ram       | 63               | 6           | 6           |  |  |              |              |              |              |              |  |
|  | 6           | Gilles Müller    | 7                | 3           | 2           |  |  |              | Rajeev Ram   | Rajeev Ram   | 64           | 3            |  |
|  | 14          | Jan Hernych      | Jan Hernych      | 6           | 6           |  |  | 14           | Jan Hernych  | Jan Hernych  | 7            | 6            |  |
|  |             | Janko Tipsarević | Janko Tipsarević | 0           | 1           |  |  |              |              |              |              |              |  |

### Sezione 7
|  | Primo turno | Primo turno         | Primo turno         | Primo turno | Primo turno |  |  | Ultimo turno | Ultimo turno  | Ultimo turno | Ultimo turno | Ultimo turno |  |
|  |             |                     |                     |             |             |  |  |              |               |              |              |              |  |
|  | 7           | Tomáš Zíb           | Tomáš Zíb           | 6           | 6           |  |  |              |               |              |              |              |  |
|  |             | Jan-Michael Gambill | Jan-Michael Gambill | 4           | 2           |  |  | 7            | Tomáš Zíb     | 6            | 5            | 4            |  |
|  |             | Novak Đoković       | Novak Đoković       | 6           | 6           |  |  |              | Novak Đoković | 4            | 7            | 6            |  |
|  | 11          | Kevin Kim           | Kevin Kim           | 3           | 3           |  |  |              |               |              |              |              |  |

### Sezione 8
|  | Primo turno | Primo turno    | Primo turno    | Primo turno | Primo turno |  |  | Ultimo turno | Ultimo turno   | Ultimo turno   | Ultimo turno | Ultimo turno |  |
|  |             |                |                |             |             |  |  |              |                |                |              |              |  |
|  | 8           | Luis Horna     | Luis Horna     | 6           | 6           |  |  |              |                |                |              |              |  |
|  |             | Wayne Arthurs  | Wayne Arthurs  | 4           | 3           |  |  | 8            | Luis Horna     | Luis Horna     | 7            | 6            |  |
|  |             | Arnaud Clément | Arnaud Clément | 6           | 6           |  |  |              | Arnaud Clément | Arnaud Clément | 64           | 4            |  |
|  | 10          | Michaël Llodra | Michaël Llodra | 4           | 0           |  |  |              |                |                |              |              |  |